# Copa Chile 1977
La Copa Chile 1977 fue la 8.ª versión del clásico torneo de copa entre clubes de Chile, participaron todos los clubes de Primera División y de Segunda División, (actual Primera B), treinta y seis equipos en total. Fue dirigido por la Asociación Central de Fútbol y se disputó como torneo de apertura al torneo nacional, entre el 6 de febrero y el 9 de abril.
Al finalizar se coronó campeón por segunda vez y en forma consecutiva, Palestino, que derrotó en el partido definitorio, en tiempo complementario, a Unión Española por 4-3.
La primera fase clasificatoria se jugó en formato consistente de ocho grupos: cuatro de ellos conformado por 4 equipos, cada uno, y los cuatro restantes conformado por 5 equipos cada uno.
Al término de dos ruedas de competencia, los equipos ganadores de cada grupo accedían y se enfrentaban en partidos de cuartos de final, en confrontaciones de ida y vuelta.
Las semifinales al igual que la final se jugaron en partido único.

## Primera etapa

### Grupo 1
| 6 de febrero de 1977, | Universidad de Chile | 2:1' | Deportes Linares | San Eugenio, Santiago |  |
|                       | Neumann · Salah      |      | Ramos            |                       |  |

| 6 de febrero de 1977, | Rangers | 0:1' | Aviación | Estadio Fiscal de Talca, Talca |  |
|                       |         |      | Villalba |                                |  |

| 13 de febrero de 1977, | Deportes Linares | 1:0' | Rangers | Estadio Municipal de Linares, Linares |  |
|                        | Leiva            |      |         |                                       |  |

| 13 de febrero de 1977, | Aviación                   | 3:3' | Universidad de Chile                | El Bosque, Santiago |  |
|                        | Lobos · González · Herrera |      | Neumann · Aránguiz (P ) · , Barrera |                     |  |

| 19 de febrero de 1977, | Universidad de Chile | 1:0' | Rangers | San Eugenio, Santiago |  |
|                        | Barrera              |      |         |                       |  |

| 20 de febrero de 1977, | Aviación                        | 4:2' | Deportes Linares    | El Bosque, Santiago |  |
|                        | González · Pennant · Fabbiani · |      | Espinoza · Bonhomme |                     |  |

| 27 de febrero de 1977, | Deportes Linares | 0:3' | Universidad de Chile      | Estadio Municipal de Linares, Linares |  |
|                        |                  |      | Socías · Salah · Aránguiz |                                       |  |

| 27 de febrero de 1977, | Aviación          | 2:2' | Rangers         | El Bosque, Santiago |  |
|                        | Pennant · Herrera |      | Gajardo · Silva |                     |  |

| 5 de marzo de 1977, | Universidad de Chile           | 3:0' | Aviación | Nacional, Santiago |  |
|                     | Barrera · Bigorra (P ) · Salah |      |          |                    |  |

| 5 de marzo de 1977, | Rangers | 0:1' | Deportes Linares | Estadio Fiscal de Talca, Talca |  |
|                     |         |      | Leiva            |                                |  |

| 13 de marzo de 1977, | Rangers           | 3:0' | Universidad de Chile | Estadio Fiscal de Talca, Talca |  |
|                      | Pedrosa · Fontora |      |                      |                                |  |

| 13 de marzo de 1977, | Deportes Linares | 0:4' | Aviación                                 | Estadio Municipal de Linares, Linares |  |
|                      |                  |      | Pennant · Valenzuela · Fabbiani · Chávez |                                       |  |

| Pos | Equipo               | PJ | PG | PE | PP | GF | GC | Dif | Pts |
| --- | -------------------- | -- | -- | -- | -- | -- | -- | --- | --- |
| 1   | Universidad de Chile | 6  | 4  | 1  | 1  | 12 | 7  | +5  | 9   |
| 2   | Aviación             | 6  | 3  | 2  | 1  | 14 | 10 | +4  | 8   |
| 3   | Deportes Linares     | 6  | 2  | 0  | 4  | 5  | 13 | -8  | 4   |
| 4   | Rangers              | 6  | 1  | 1  | 4  | 5  | 6  | -1  | 3   |

### Grupo 2
| 6 de febrero de 1977, | O'Higgins             | 2:2' | Colo-Colo       | Estadio El Teniente, Rancagua |  |
|                       | Vargas · Herrera (P ) |      | Pontigo · Ponce |                               |  |

| 6 de febrero de 1977, | San Antonio Unido | 0:4' | Universidad Católica               | Estadio Municipal de San Antonio, San Antonio |  |
|                       |                   |      | Olivos · Sanhueza (P ) · Cavalleri |                                               |  |

| 12 de febrero de 1977, | Colo-Colo                              | 4:1' | San Antonio Unido | Nacional, Santiago |  |
|                        | G. Rodríguez (P ) · Caballero · Videla |      | Alarcón           |                    |  |

| 13 de febrero de 1977, | Magallanes | 1:0' | O'Higgins | San Eugenio, Santiago |  |
|                        | Morales    |      |           |                       |  |

| 19 de febrero de 1977, | Universidad Católica | 1:1' | Colo-Colo | Nacional, Santiago |  |
|                        | Sanhueza (P )        |      | Ponce     |                    |  |

| 20 de febrero de 1977, | San Antonio Unido | 1:0' | Magallanes | Estadio Municipal de San Antonio, San Antonio |  |
|                        | Venegas           |      |            |                                               |  |

| 26 de febrero de 1977, | Magallanes | 1:5' | Universidad Católica                   | Nacional, Santiago |  |
|                        | Yáñez      |      | Horno · Roselli · Sanhueza · Cavalleri |                    |  |

| 26 de febrero de 1977, | O'Higgins               | 2:1' | San Antonio Unido | Estadio El Teniente, Rancagua |  |
|                        | Herrera (P ) · Guajardo |      | Venegas (P )      |                               |  |

| 2 de marzo de 1977, | Universidad Católica | 0:0' | O'Higgins | Nacional, Santiago |  |

| 2 de marzo de 1977, | Magallanes         | 2:3' | Colo-Colo                | El Bosque, Santiago |  |
|                     | Pitaluga · Liendro |      | Pinto · Orellana · Ponce |                     |  |

| 5 de marzo de 1977, | Colo-Colo                     | 3:2' | O'Higgins          | El Bosque, Santiago |  |
|                     | G. Rodríguez · Ponce · D.Díaz |      | Giribert · Herrera |                     |  |

| 6 de marzo de 1977, | Universidad Católica                | 4:2' | San Antonio Unido | El Bosque, Santiago |  |
|                     | Cavalleri · Ubilla · Horno · Olivos |      | Venegas (P )      |                     |  |

| 9 de marzo de 1977, | O'Higgins | 1:0' | Magallanes | Estadio El Teniente, Rancagua |  |
|                     | Fredes    |      |            |                               |  |

| 9 de marzo de 1977, | San Antonio Unido | 0:3' | Colo-Colo                 | Estadio Municipal de San Antonio, San Antonio |  |
|                     |                   |      | Pinto · García · Orellana |                                               |  |

| 12 de marzo de 1977, | Colo-Colo | 0:0' | Universidad Católica | Nacional, Santiago |  |

| 13 de marzo de 1977, | Magallanes | 1:1' | San Antonio Unido | San Eugenio, Santiago |  |
|                      | Morales    |      | Musolino          |                       |  |

| 16 de marzo de 1977, | Universidad Católica | 1:1' | Magallanes | San Eugenio, Santiago |  |
|                      | Bonvallet            |      | Pérez      |                       |  |

| 16 de marzo de 1977, | San Antonio Unido | 1:1' | O'Higgins | Estadio Municipal de San Antonio, San Antonio |  |
|                      | Venegas           |      | Mardones  |                                               |  |

| 19 de marzo de 1977, | Colo-Colo | 1:0' | Magallanes | El Bosque, Santiago |  |
|                      | D.Díaz    |      |            |                     |  |

| 19 de marzo de 1977, | O'Higgins | 1:1' | Universidad Católica | Estadio El Teniente, Rancagua |  |
|                      | Hernández |      | Orellana             |                               |  |

| Pos | Equipo               | PJ | PG | PE | PP | GF | GC | Dif | Pts |
| --- | -------------------- | -- | -- | -- | -- | -- | -- | --- | --- |
| 1   | Colo-Colo            | 8  | 5  | 3  | 0  | 17 | 8  | +9  | 13  |
| 2   | Universidad Católica | 8  | 3  | 5  | 0  | 16 | 6  | +10 | 11  |
| 3   | O'Higgins            | 8  | 2  | 4  | 2  | 9  | 9  | 0   | 8   |
| 4   | Magallanes           | 8  | 1  | 2  | 5  | 6  | 13 | -7  | 4   |
| 5   | San Antonio Unido    | 8  | 1  | 2  | 5  | 7  | 19 | -12 | 4   |

### Grupo 3
| 6 de febrero de 1977, | Audax Italiano | 2:1' | Unión San Felipe | San Eugenio, Santiago |  |
|                       | Silva · Ponce  |      | Araya            |                       |  |

| 6 de febrero de 1977, | Trasandino | 1:3' | Palestino         | Municipal de Los Andes, Los Andes |  |
|                       | Caroca     |      | Messen · Fabbiani |                                   |  |

| 12 de febrero de 1977, | Palestino                                          | 5:1' | Audax Italiano | Nacional, Santiago |  |
|                        | Zamorano (A) · Fabbiani · Zamora · Herrera · Coppa |      | Muñoz          |                    |  |

| 13 de febrero de 1977, | Unión San Felipe                  | 3:4' | Trasandino                          | Estadio Municipal de San Felipe, San Felipe |  |
|                        | Retamal · Álvarez (P ) · Olivares |      | Gamboa · Villarroel · Vega · Caroca |                                             |  |

| 19 de febrero de 1977, | Audax Italiano | 3:0' | Trasandino | El Bosque, Santiago |  |
|                        | Ponce          |      |            |                     |  |

| 20 de febrero de 1977, | Palestino     | 3:1' | Unión San Felipe | San Eugenio, Santiago |  |
|                        | Fabbiani (P ) |      | Retamal          |                       |  |

| 26 de febrero de 1977, | Palestino                    | 3:0' | Trasandino | Nacional, Santiago |  |
|                        | Dubó · Fabbiani (P ) · Pinto |      |            |                    |  |

| 27 de febrero de 1977, | Unión San Felipe | 1:1' | Audax Italiano | Estadio Municipal de San Felipe, San Felipe |  |
|                        | Ubeda            |      | Muñoz          |                                             |  |

| 5 de marzo de 1977, | Trasandino | 1:0' | Unión San Felipe | Estadio Municipal de San Felipe, San Felipe |  |
|                     | Villarroel |      |                  |                                             |  |

| 5 de marzo de 1977, | Palestino | 1:0' | Audax Italiano | Nacional, Santiago |  |
|                     | Dubó      |      |                |                    |  |

| 12 de marzo de 1977, | Trasandino | 1:2' | Audax Italiano | Estadio Municipal de San Felipe, San Felipe |  |
|                      | Villarroel |      | Muñoz · Benzi  |                                             |  |

| 12 de marzo de 1977 | Unión San Felipe | 1:2' | Palestino      | Estadio Municipal de San Felipe, San Felipe |  |
|                     | Briones (P )     |      | Reyes · Zelada |                                             |  |

| Pos | Equipo           | PJ | PG | PE | PP | GF | GC | Dif | Pts |
| --- | ---------------- | -- | -- | -- | -- | -- | -- | --- | --- |
| 1   | Palestino        | 6  | 6  | 0  | 0  | 17 | 4  | +13 | 12  |
| 2   | Audax Italiano   | 6  | 3  | 1  | 2  | 9  | 9  | 0   | 7   |
| 3   | Trasandino       | 6  | 2  | 0  | 4  | 7  | 14 | -7  | 4   |
| 4   | Unión San Felipe | 6  | 0  | 1  | 5  | 7  | 13 | -6  | 1   |

### Grupo 4
| 6 de febrero de 1977, | Cobreloa        | 2:0' | Deportes Antofagasta | Estadio Regional de Antofagasta, Antofagasta                   |                                                                |
|                       | Alarcón · Núñez |      |                      | Asistencia: 8.023 espectadores Árbitro(s): Miguel Ángel Luengo | Asistencia: 8.023 espectadores Árbitro(s): Miguel Ángel Luengo |

| 6 de febrero de 1977, | Deportes Ovalle | 1:1' | Coquimbo Unido | Estadio Municipal de Ovalle, Ovalle |  |
|                       | Fonti           |      | Pérez          |                                     |  |

| 12 de febrero de 1977, | Deportes La Serena | 1:0' | Cobreloa | La Portada, La Serena                                    |                                                          |
|                        | Iter               |      |          | Asistencia: 3.506 espectadores Árbitro(s): Julio Gajardo | Asistencia: 3.506 espectadores Árbitro(s): Julio Gajardo |

| 13 de febrero de 1977, | Deportes Antofagasta | 0:2' | Deportes Ovalle       | Estadio Regional de Antofagasta, Antofagasta |  |
|                        |                      |      | Delgado (A ) · Ocampo |                                              |  |

| 19 de febrero de 1977, | Deportes Ovalle        | 3:3' | Deportes La Serena | Estadio Municipal de Ovalle, Ovalle |  |
|                        | Fonti · Ayala · Amorín |      | Cortés (A ) · Iter |                                     |  |

| 20 de febrero de 1977, | Coquimbo Unido                | 4:5' | Deportes Antofagasta                | Estadio Francisco Sánchez Rumoroso, Coquimbo |  |
|                        | Merino · Henry · Vásquez (P ) |      | Rojas · Vildósola · Varas · Verdugo |                                              |  |

| 26 de febrero de 1977, | Deportes La Serena | 1:4' | Coquimbo Unido                | La Portada, La Serena |  |
|                        | Escudero (A )      |      | Vásquez (P ) · Leiva · Merino |                       |  |

| 26 de febrero de 1977, | Cobreloa         | 2:1' | Deportes Ovalle | Estadio Municipal de Calama, Calama                        |                                                            |
|                        | Núñez · Castillo |      | Dávila          | Asistencia: 9.635 espectadores Árbitro(s): Robinson Luengo | Asistencia: 9.635 espectadores Árbitro(s): Robinson Luengo |

| 2 de marzo de 1977, | Coquimbo Unido | 1:2' | Cobreloa         | Estadio Francisco Sánchez Rumoroso, Coquimbo              |                                                           |
|                     | Rivarola       |      | Castillo · Núñez | Asistencia: 4.117 espectadores Árbitro(s): Carlos Carreño | Asistencia: 4.117 espectadores Árbitro(s): Carlos Carreño |

| 2 de marzo de 1977, | Deportes Antofagasta | 2:1' | Deportes La Serena | Estadio Regional de Antofagasta, Antofagasta |  |
|                     | Naveas · Varas (P )  |      | Barrera            |                                              |  |

| 5 de marzo de 1977, | Coquimbo Unido | 1:1' | Deportes Ovalle | Estadio Francisco Sánchez Rumoroso, Coquimbo |  |
|                     | Vásquez (pen.) |      | Dávila          |                                              |  |

| 5 de marzo de 1977, | Deportes Antofagasta | 2:2' | Cobreloa         | Estadio Regional de Antofagasta, Antofagasta               |                                                            |
|                     | Naveas · Rojas       |      | González · Sasso | Asistencia: 4.567 espectadores Árbitro(s): Guillermo Budge | Asistencia: 4.567 espectadores Árbitro(s): Guillermo Budge |

| 9 de marzo de 1977, | Cobreloa | 0:1' | Deportes La Serena | Estadio Municipal de Calama, Calama                      |                                                          |
|                     |          |      | Iter               | Asistencia: 9.570 espectadores Árbitro(s): César Gajardo | Asistencia: 9.570 espectadores Árbitro(s): César Gajardo |

| 9 de marzo de 1977, | Deportes Ovalle | 3:1' | Deportes Antofagasta | Estadio Municipal de Ovalle, Ovalle |  |
|                     | Gómez · Tapia   |      | Rojas                |                                     |  |

| 3 de marzo de 1977, | Deportes Antofagasta               | 6:3' | Coquimbo Unido       | Estadio Regional de Antofagasta, Antofagasta |  |
|                     | Varas (P ) · Naveas · Pons · Rojas |      | Vásquez (P ) · Pérez |                                              |  |

| 3 de marzo de 1977, | Deportes Ovalle | 2:2' | Deportes La Serena | Estadio Municipal de Ovalle, Ovalle |  |
|                     | Ocampo · Dávila |      | Iter · Lezcano     |                                     |  |

| 16 de marzo de 1977, | Coquimbo Unido      | 3:2' | Deportes La Serena | Estadio Francisco Sánchez Rumoroso, Coquimbo |  |
|                      | Dinamarca · Vásquez |      | Onega · Iter       |                                              |  |

| 16 de marzo de 1977, | Deportes Ovalle | 3:1' | Cobreloa | Estadio Municipal de Ovalle, Ovalle                        |                                                            |
|                      | Dávila · Gómez  |      | Castillo | Asistencia: 2.358 espectadores Árbitro(s): Horacio Garrido | Asistencia: 2.358 espectadores Árbitro(s): Horacio Garrido |

| 19 de marzo de 1977, | Deportes La Serena     | 5:2' | Deportes Antofagasta | La Portada, La Serena |  |
|                      | Hurtado · Iter · Onega |      | Naveas · Verdugo     |                       |  |

| 19 de marzo de 1977, | Cobreloa                            | 4:1' | Coquimbo | Estadio Municipal de Calama, Calama                    |                                                        |
|                      | Yávar (P ) · Cuello · Sasso · Núñez |      | Sartori  | Asistencia: 3.076 espectadores Árbitro(s): Pedro Araya | Asistencia: 3.076 espectadores Árbitro(s): Pedro Araya |

| Pos | Equipo               | PJ | PG | PE | PP | GF | GC | Dif | Pts |
| --- | -------------------- | -- | -- | -- | -- | -- | -- | --- | --- |
| 1   | Deportes Ovalle      | 8  | 3  | 4  | 1  | 16 | 11 | +5  | 10  |
| 2   | Cobreloa             | 8  | 4  | 1  | 3  | 13 | 10 | +3  | 9   |
| 3   | Deportes La Serena   | 8  | 3  | 2  | 3  | 16 | 16 | 0   | 8   |
| 4   | Deportes Antofagasta | 8  | 3  | 1  | 4  | 18 | 22 | -4  | 7   |
| 5   | Coquimbo Unido       | 8  | 2  | 2  | 4  | 18 | 22 | -4  | 6   |

### Grupo 5
| 5 de febrero de 1977, | Deportes Concepción | 2:1' | Naval | Estadio Municipal de Concepción, Concepción |  |
|                       | Lamour · Valenzuela |      | Bravo |                                             |  |

| 6 de febrero de 1977, | Lota Schwager | 0:1' | Huachipato | Federico Schwager, Coronel |  |
|                       |               |      | Méndez     |                            |  |

| 12 de febrero de 1977, | Naval | 0:0' | Lota Schwager | El Morro, Talcahuano |  |

| 13 de febrero de 1977, | Huachipato | 1:1' | Deportes Concepción | Las Higueras, |  |
|                        | Riveros    |      | Estay (P )          |               |  |

| 19 de febrero de 1977, | Deportes Concepción | 1:1' | Lota Schwager | Estadio Municipal de Concepción, Concepción |  |
|                        | Estay               |      | Jiménez       |                                             |  |

| 19 de febrero de 1977, | Huachipato | 0:1' | Naval | Las Higueras, Talcahuano |  |
|                        |            |      | Román |                          |  |

| 26 de febrero de 1977, | Naval | 0:1' | Deportes Concepción | El Morro, Talcahuano |  |
|                        |       |      | Cuevas              |                      |  |

| 27 de febrero de 1977, | Huachipato           | 2:1' | Lota Schwager | Las Higueras, Talcahuano |  |
|                        | Zurita · Méndez (P ) |      | Gómez         |                          |  |

| 5 de marzo de 1977, | Deportes Concepción | 2:1' | Huachipato | Estadio Municipal de Concepción, Concepción |  |
|                     | Estay               |      | Godoy      |                                             |  |

| 5 de marzo de 1977, | Lota Schwager | 1:2' | Naval               | Federico Schwager, Coronel |  |
|                     | Ahumada       |      | Gaete (P ) · Flores |                            |  |

| 12 de marzo de 1977, | Naval    | 1:3' | Huachipato                  | El Morro, Talcahuano |  |
|                      | Hoffmann |      | Godoy · Méndez (P ) · Suazo |                      |  |

| 13 de marzo de 1977, | Lota Schwager           | 2:0' | Deportes Concepción | Federico Schwager, Coronel |  |
|                      | Merello · Gallardo (A ) |      |                     |                            |  |

| Pos | Equipo              | PJ | PG | PE | PP | GF | GC | Dif | Pts |
| --- | ------------------- | -- | -- | -- | -- | -- | -- | --- | --- |
| 1   | Deportes Concepción | 6  | 3  | 2  | 1  | 7  | 6  | +1  | 8   |
| 2   | Huachipato          | 6  | 3  | 1  | 2  | 8  | 6  | +2  | 7   |
| 3   | Naval               | 6  | 2  | 1  | 3  | 5  | 7  | -2  | 5   |
| 4   | Lota Schwager       | 6  | 1  | 2  | 3  | 5  | 6  | -1  | 4   |

### Grupo 6
| 6 de febrero de 1977, | Iberia    | 1:6' | Ñublense                | Estadio Municipal de Los Ángeles, Los Ángeles |  |
|                       | Inostroza |      | Sintas · Muñoz · Gangas |                                               |  |

| 6 de febrero de 1977, | Malleco Unido      | 2:0' | Independiente Cauquenes | Municipal de Angol, Angol |  |
|                       | Inostroza · Bascur |      |                         |                           |  |

| 12 de febrero de 1977, | Independiente Cauquenes | 1:2' | Iberia            | Municipal de Cauquenes, Cauquenes |  |
|                        | Cárdenas                |      | Cáceres · Faúndez |                                   |  |

| 13 de febrero de 1977, | Green Cross-Temuco | 4:1' | Malleco Unido | Estadio Germán Becker, Temuco |  |
|                        | Peñaloza · Loyola  |      | Orrego        |                               |  |

| 19 de febrero de 1977, | Ñublense       | 3:0' | Independiente Cauquenes | Estadio Municipal de Chillán, Chillán |  |
|                        | Solís · Sintas |      |                         |                                       |  |

| 19 de febrero de 1977, | Iberia                               | 3:0' | Green Cross-Temuco | Estadio Municipal de Los Ángeles, Los Ángeles |  |
|                        | Henríquez · Inostroza (P ) · Faúndez |      |                    |                                               |  |

| 27 de febrero de 1977, | Green Cross-Temuco | 1:2' | Ñublense      | Estadio Germán Becker, Temuco |  |
|                        | Arias              |      | Solís · Muñoz |                               |  |

| 27 de febrero de 1977, | Malleco Unido       | 2:0' | Iberia | Municipal de Angol, Angol |  |
|                        | Salinas · Inostroza |      |        |                           |  |

| 2 de marzo de 1977, | Ñublense | 1:0' | Malleco Unido | Estadio Municipal de Chillán, Chillán |  |
|                     | Solís    |      |               |                                       |  |

| 2 de marzo de 1977, | Independiente Cauquenes | 2:3' | Green Cross-Temuco      | Municipal de Cauquenes, Cauquenes |  |
|                     | Maldonado · Fuenzalida  |      | Silva · Daller · Romero |                                   |  |

| 5 de marzo de 1977, | Independiente Cauquenes                | 3:1' | Malleco Unido | Municipal de Cauquenes, Cauquenes |  |
|                     | Valenzuela · Cárdenas · Maldonado (P ) |      | Bascur        |                                   |  |

| 5 de marzo de 1977, | Ñublense                                  | 4:1' | Iberia    | Estadio Municipal de Chillán, Chillán |  |
|                     | Avallay · Sintas · Cáceres (A ) · Herrera |      | Inostroza |                                       |  |

| 9 de marzo de 1977, | Iberia | 0:4' | Independiente Cauquenes      | Estadio Municipal de Los Ángeles, Los Ángeles |  |
|                     |        |      | Maldonado · Cárdenas · Rojas |                                               |  |

| 9 de marzo de 1977, | Malleco Unido                 | 3:1' | Green Cross-Temuco | Municipal de Angol, Angol |  |
|                     | Moreno · Carrasco · Sepúlveda |      | Sandoval           |                           |  |

| 12 de marzo de 1977, | Ñublense       | 2:4' | Independiente Cauquenes | Estadio Municipal de Chillán, Chillán |  |
|                      | Herrera · Lugo |      | Mena · Rojas            |                                       |  |

| 13 de marzo de 1977, | Green Cross-Temuco            | 3:0' | Iberia | Estadio Germán Becker, Temuco |  |
|                      | Venegas · Romero (P ) · Rojas |      |        |                               |  |

| 16 de marzo de 1977, | Ñublense              | 3:1' | Green Cross-Temuco | Estadio Municipal de Chillán, Chillán |  |
|                      | Lugo · Sintas · Solís |      | Peñaloza           |                                       |  |

| 16 de marzo de 1977, | Iberia   | 1:4' | Malleco Unido                      | Estadio Municipal de Los Ángeles, Los Ángeles |  |
|                      | Sambrint |      | Villagra (A ) · Sepúlveda · Moreno |                                               |  |

| 19 de marzo de 1977, | Malleco Unido           | 3:1' | Ñublense       | Municipal de Angol, Angol |  |
|                      | Inostroza (P ) · Burgos |      | Cerenderos (P) |                           |  |

| 19 de marzo de 1977, | Green Cross-Temuco     | 2:0' | Independiente Cauquenes | Estadio Germán Becker, Temuco |  |
|                      | Sandoval · Romero (P ) |      |                         |                               |  |

| Pos | Equipo                  | PJ | PG | PE | PP | GF | GC | Dif | Pts |
| --- | ----------------------- | -- | -- | -- | -- | -- | -- | --- | --- |
| 1   | Ñublense                | 8  | 6  | 0  | 2  | 22 | 11 | +11 | 12  |
| 2   | Malleco Unido           | 8  | 5  | 0  | 3  | 16 | 11 | +5  | 10  |
| 3   | Green Cross-Temuco      | 8  | 4  | 0  | 4  | 15 | 14 | +1  | 8   |
| 4   | Independiente Cauquenes | 8  | 3  | 0  | 5  | 14 | 15 | -1  | 6   |
| 5   | Iberia Biobío           | 8  | 2  | 0  | 6  | 8  | 24 | -16 | 4   |

### Grupo 7
| 5 de febrero de 1977, | Deportes Colchagua    | 2:3' | Unión Española                      | Estadio Municipal Joaquín Muñoz García, Santa Cruz |  |
|                       | Ibarra (P ) · Pizarro |      | Quiroz · Hernández (A ) · Las Heras |                                                    |  |

| 6 de febrero de 1977, | Curicó Unido                | 3:1' | Santiago Morning | Municipal La Granja, Curicó |  |
|                       | Miranda · Herrera · Sánchez |      | Toro             |                             |  |

| 12 de febrero de 1977, | Unión Española          | 2:1' | Curicó Unido | El Bosque, Santiago |  |
|                        | Quiroz · Las Heras (P ) |      | Miranda      |                     |  |

| 13 de febrero de 1977, | Ferroviarios                | 3:3' | Deportes Colchagua           | San Eugenio, Santiago |  |
|                        | Escanilla · Hoffens · Araya |      | Ibarra (P ) · Palma · Ortega |                       |  |

| 19 de febrero de 1977, | Santiago Morning | 2:4' | Unión Española   | Nacional, Santiago |  |
|                        | González · Toro  |      | Peredo · Pizarro |                    |  |

| 20 de febrero de 1977, | Curicó Unido                                 | 5:1' | Ferroviarios |  |  |
|                        | Miranda · Huerta (A ) · López (P ) · Pizarro |      | Escanilla    |  |  |

| 26 de febrero de 1977, | Deportes Colchagua | 1:2' | Curicó Unido      | Estadio Municipal Joaquín Muñoz García, Santa Cruz |  |
|                        | Ibarra (P )        |      | Pizarro · Herrera |                                                    |  |

| 27 de febrero de 1977, | Ferroviarios | 1:2' | Santiago Morning      | San Eugenio, Santiago |  |
|                        | Hoffens      |      | Rivas (P ) · González |                       |  |

| 2 de marzo de 1977, | Santiago Morning | 0:1' | Deportes Colchagua | San Eugenio, Santiago |  |
|                     |                  |      | Pizarro            |                       |  |

| 2 de marzo de 1977, | Unión Española | 0:4' | Ferroviarios                     | Nacional, Santiago |  |
|                     |                |      | Escanilla · Araya (P ) · Hoffens |                    |  |

| 5 de marzo de 1977, | Santiago Morning | 3:0' | Curicó Unido | San Eugenio, Santiago |  |
|                     | Rivas            |      |              |                       |  |

| 5 de marzo de 1977, | Unión Española               | 4:0' | Deportes Colchagua | San Eugenio, Santiago |  |
|                     | Las Heras · Pizarro · Quiroz |      |                    |                       |  |

| 9 de marzo de 1977, | Curicó Unido | 1:1' | Unión Española | Municipal La Granja, Curicó |  |
|                     | López        |      | Ponce          |                             |  |

| 9 de marzo de 1977, | Deportes Colchagua | 1:2' | Ferroviarios     | Estadio Municipal Joaquín Muñoz García, Santa Cruz |  |
|                     | Pizarro            |      | Hoffens · Zelada |                                                    |  |

| 12 de marzo de 1977, | Unión Española      | 2:0' | Santiago Morning | Nacional, Santiago |  |
|                      | Miranda · Las Heras |      |                  |                    |  |

| 13 de marzo de 1977, | Ferroviarios         | 2:2' | Curicó Unido        | San Eugenio, Santiago |  |
|                      | Zelada · Rivadeneira |      | Fuenzalida · Gamboa |                       |  |

| 16 de marzo de 1977, | Curicó Unido | 2:4' | Deportes Colchagua           | Municipal La Granja, Curicó |  |
|                      | Prieto       |      | Pizarro · Segovia · González |                             |  |

| 16 de marzo de 1977, | Santiago Morning | 1:0' | Ferroviarios | San Eugenio, Santiago |  |
|                      | Rivas            |      |              |                       |  |

| 19 de marzo de 1977, | Ferroviarios             | 2:2' | Unión Española    | San Eugenio, Santiago |  |
|                      | Rivadeneira · Araya (P ) |      | Acevedo · Miranda |                       |  |

| 19 de marzo de 1977, | Deportes Colchagua | 0:3' | Santiago Morning | Estadio Municipal Joaquín Muñoz García, Santa Cruz |  |
|                      | Saravia · Vargas   |      |                  |                                                    |  |

| Pos | Equipo             | PJ | PG | PE | PP | GF | GC | Dif | Pts |
| --- | ------------------ | -- | -- | -- | -- | -- | -- | --- | --- |
| 1   | Unión Española     | 8  | 5  | 2  | 1  | 18 | 12 | +6  | 12  |
| 2   | Curicó Unido       | 8  | 3  | 2  | 3  | 16 | 15 | +1  | 8   |
| 3   | Santiago Morning   | 8  | 4  | 0  | 4  | 12 | 11 | +1  | 8   |
| 4   | Ferroviarios       | 8  | 2  | 3  | 3  | 15 | 16 | -1  | 7   |
| 5   | Deportes Colchagua | 8  | 2  | 1  | 5  | 12 | 19 | -7  | 5   |

### Grupo 8
| 5 de febrero de 1977, | San Luis | 2:5' | Santiago Wanderers                        | Estadio Municipal Lucio Fariña Fernández, Quillota |  |
|                       | Rivera   |      | Quinteros · Pérsico · Lamberti · Illescas |                                                    |  |

| 5 de febrero de 1977, | Everton                                 | 5:1' | Unión Calera | Sausalito, Viña del Mar |  |
|                       | Spedaletti · Lara · Martínez · Ceballos |      | López        |                         |  |

| 12 de febrero de 1977, | Unión Calera | 0:2' | San Luis          | Sausalito, Viña del Mar |  |
|                        |              |      | Díaz (A ) · Muñoz |                         |  |

| 12 de febrero de 1977, | Santiago Wanderers | 1:2' | Everton           | Sausalito, Viña del Mar |  |
|                        | Quinteros          |      | Gallina · Cáceres |                         |  |

| 19 de febrero de 1977, | Santiago Wanderers  | 3:0' | Unión Calera | Sausalito, Viña del Mar |  |
|                        | Pérsico · Quinteros |      |              |                         |  |

| 19 de febrero de 1977, | Everton                                    | 6:0' | San Luis | Sausalito, Viña del Mar |  |
|                        | Spedaletti · Cáceres · Ceballos · Martínez |      |          |                         |  |

| 26 de febrero de 1977, | Santiago Wanderers               | 5:1' | San Luis | Sausalito, Viña del Mar |  |
|                        | Quinteros · Puntarelli · Pérsico |      | Mena     |                         |  |

| 26 de febrero de 1977, | Unión Calera | 0:1' | Everton    | Sausalito, Viña del Mar |  |
|                        |              |      | Spedaletti |                         |  |

| 5 de marzo de 1977, | San Luis        | 3:1' | Unión Calera | Estadio Municipal Lucio Fariña Fernández, Quillota |  |
|                     | Rivera · Guerra |      | Leiva        |                                                    |  |

| 5 de marzo de 1977, | Everton | 1:0' | Santiago Wanderers | Sausalito, Viña del mar |  |
|                     | Cáceres |      |                    |                         |  |

| 12 de marzo de 1977, | Unión Calera | 1:0' | Santiago Wanderers | Estadio Municipal Nicolás Chahuán Nazar, La Calera |  |
|                      | Tapia (P )   |      |                    |                                                    |  |

| 13 de marzo de 1977, | San Luis | 0:2' | Everton | Estadio Municipal Lucio Fariña Fernández, Quillota |  |
|                      |          |      | Bórquez |                                                    |  |

| Pos | Equipo             | PJ | PG | PE | PP | GF | GC | Dif | Pts |
| --- | ------------------ | -- | -- | -- | -- | -- | -- | --- | --- |
| 1   | Everton            | 6  | 6  | 0  | 0  | 17 | 2  | +15 | 12  |
| 2   | Santiago Wanderers | 6  | 3  | 0  | 3  | 14 | 7  | +7  | 6   |
| 3   | San Luis           | 6  | 2  | 0  | 4  | 8  | 19 | -11 | 4   |
| 4   | Unión La Calera    | 6  | 1  | 0  | 5  | 3  | 14 | -11 | 2   |

## Cuadro
|  | Cuartos de Final    | Cuartos de Final    | Cuartos de Final    | Cuartos de Final    | Cuartos de Final |   |                | Semifinal      | Semifinal | Semifinal | Semifinal | Semifinal |  |           | Final     | Final | Final |  |
|  |                     |                     |                     |                     |                  |   |                |                |           |           |           |           |  |           |           |       |       |  |
|  |                     |                     |                     |                     |                  |   |                |                |           |           |           |           |  |           |           |       |       |  |
|  | U de Chile          | U de Chile          | 0                   | 1                   | 1                |   |                |                |           |           |           |           |  |           |           |       |       |  |
|  | U de Chile          | U de Chile          | 0                   | 1                   | 1                |   |                |                |           |           |           |           |  |           |           |       |       |  |
|  | Colo-Colo           | Colo-Colo           | 0                   | 3                   | 3                |   |                |                |           |           |           |           |  |           |           |       |       |  |
|  | Colo-Colo           | Colo-Colo           | 0                   | 3                   | 3                |   | Colo-Colo      | Colo-Colo      | 0         | 1         | 1         |           |  |           |           |       |       |  |
|  |                     |                     |                     |                     |                  |   | Colo-Colo      | Colo-Colo      | 0         | 1         | 1         |           |  |           |           |       |       |  |
|  |                     |                     | Palestino           | Palestino           | 1                | 4 | 5              |                |           |           |           |           |  |           |           |       |       |  |
|  | Deportes Ovalle     | Deportes Ovalle     | Palestino           | Palestino           | 1                | 4 | 5              | 1              | 3         | 4         |           |           |  |           |           |       |       |  |
|  | Deportes Ovalle     | Deportes Ovalle     |                     |                     |                  |   |                |                |           | 4         |           |           |  |           |           |       |       |  |
|  | Palestino           | Palestino           | 2                   | 3                   | 5                |   |                |                |           |           |           |           |  |           |           |       |       |  |
|  | Palestino           | Palestino           | 2                   | 3                   | 5                |   |                |                |           |           |           |           |  | Palestino | Palestino | 4     |       |  |
|  |                     |                     |                     |                     |                  |   |                |                |           |           |           |           |  | Palestino | Palestino | 4     |       |  |
|  |                     |                     | Unión Española      | Unión Española      | 3                |   |                |                |           |           |           |           |  |           |           |       |       |  |
|  | Unión Española      | Unión Española      | Unión Española      | Unión Española      | 3                | 0 | 2              | 2 (3)          |           |           |           |           |  |           |           |       |       |  |
|  | Unión Española      | Unión Española      |                     |                     |                  |   |                |                |           |           |           |           |  |           |           |       |       |  |
|  | Everton             | Everton             | 1                   | 1                   | 2 (2)            |   |                |                |           |           |           |           |  |           |           |       |       |  |
|  | Everton             | Everton             | 1                   | 1                   | 2 (2)            |   | Unión Española | Unión Española | 2         | 2         | 4         |           |  |           |           |       |       |  |
|  |                     |                     |                     |                     |                  |   | Unión Española | Unión Española | 2         | 2         | 4         |           |  |           |           |       |       |  |
|  |                     |                     | Deportes Concepción | Deportes Concepción | 2                | 1 | 3              |                |           |           |           |           |  |           |           |       |       |  |
|  | Deportes Concepción | Deportes Concepción | Deportes Concepción | Deportes Concepción | 2                | 1 | 3              | 0              | 3         | 3         |           |           |  |           |           |       |       |  |
|  | Deportes Concepción | Deportes Concepción |                     |                     |                  |   |                |                |           | 3         |           |           |  |           |           |       |       |  |
|  | Ñublense            | Ñublense            | 2                   | 0                   | 2                |   |                |                |           |           |           |           |  |           |           |       |       |  |
|  | Ñublense            | Ñublense            | 2                   | 0                   | 2                |   |                |                |           |           |           |           |  |           |           |       |       |  |
|  |                     |                     |                     |                     |                  |   |                |                |           |           |           |           |  |           |           |       |       |  |

## Cuartos de final
| 23 de marzo de 1977, | Everton | 1:0' | Unión Española | Sausalito, Viña del mar                                     |                                                             |
|                      | Gallina |      |                | Asistencia: 4.235 espectadores Árbitro(s): Alberto Martínez | Asistencia: 4.235 espectadores Árbitro(s): Alberto Martínez |

| 25 de marzo de 1977, | Unión Española | 2:1' | Everton | Nacional, Santiago                                                     |                                                                        |
|                      | Neira (P )     |      | Gallina | Asistencia: (preliminar) 12.019 espectadores Árbitro(s): Gastón Castro | Asistencia: (preliminar) 12.019 espectadores Árbitro(s): Gastón Castro |

Clasifica Unión Española tras ganar 3-2 en Penales
| 23 de marzo de 1977, | Palestino              | 2:1' | Deportes Ovalle | Nacional, Santiago                                                      |                                                                         |
|                      | Messen · Fabbiani (P ) |      | Gómez           | Asistencia: (preliminar) 9.403 espectadores Árbitro(s): Benjamín Barros | Asistencia: (preliminar) 9.403 espectadores Árbitro(s): Benjamín Barros |

| 27 de marzo de 1977, | Deportes Ovalle             | 3:3' | Palestino         | Estadio Municipal de Ovalle, Ovalle                       |                                                           |
|                      | Ortiz · Gómez · Ocampo (P ) |      | Fabbiani · Messen | Asistencia: 4.323 espectadores Árbitro(s): Ricardo Keller | Asistencia: 4.323 espectadores Árbitro(s): Ricardo Keller |

Clasifica Palestino tras ganar 5-4 en el Global
| 23 de marzo de 1977, | Colo-Colo | 0:0' | Universidad de Chile | Nacional, Santiago                                       |  |
|                      |           |      |                      | Asistencia: 9.403 espectadores Árbitro(s): Juan Carvajal |  |

| 25 de marzo de 1977, | Universidad de Chile | 1:3' | Colo-Colo             | Nacional, Santiago                                         |                                                            |
|                      | Soto                 |      | Orellana (P ) · Ponce | Asistencia: 12.019 espectadores Árbitro(s): Néstor Mondría | Asistencia: 12.019 espectadores Árbitro(s): Néstor Mondría |

Clasifica Colo-Colo tras ganar 3-1 en el Global
| 23 de marzo de 1977, | Ñublense        | 2:0' | Deportes Concepción | Estadio Municipal de Chillán, Chillán                    |                                                          |
|                      | Herrera · Solís |      |                     | Asistencia: 5.654 espectadores Árbitro(s): Juan Silvagno | Asistencia: 5.654 espectadores Árbitro(s): Juan Silvagno |

| 27 de marzo de 1977, | Deportes Concepción | 3:0' | Ñublense | Estadio Municipal de Concepción, Concepción                |                                                            |
|                      | Lamour · Cuevas     |      |          | Asistencia: 8.179 espectadores Árbitro(s): Guillermo Budge | Asistencia: 8.179 espectadores Árbitro(s): Guillermo Budge |

Clasifica Deportes Concepción tras ganar 3-2 en el Global

## Semifinales
| 31 de marzo de 1977, | Palestino   | 1:0' | Colo-Colo | Estadio Nacional de Chile, Santiago                              |                                                                  |
|                      | Hidalgo 20' |      |           | Asistencia: 9.368 espectadores Árbitro(s): Juan Silvagno Cavanna | Asistencia: 9.368 espectadores Árbitro(s): Juan Silvagno Cavanna |

| 3 de abril de 1977, | Colo-Colo   | 1:4' | Palestino                                             | Estadio Nacional de Chile, Santiago                          |                                                              |
|                     | D.Díaz 79 ' |      | Figueroa 9' · Zelada 37' · Messen 55' · Fabbiani 67 ' | Asistencia: 31.967 espectadores Árbitro(s): Alberto Martínez | Asistencia: 31.967 espectadores Árbitro(s): Alberto Martínez |

Clasifica Palestino tras ganar 5-1 en el Global
| 31 de marzo de 1977, | Deportes Concepción      | 2:2' | Unión Española                    | Estadio Regional de Concepción, Concepción            |                                                       |
|                      | Landeros 35' · Díaz 85 ' |      | Ponce 8' · Rafael González ( 15 ) | Asistencia: 9.555 espectadores Árbitro(s): Mario Lira | Asistencia: 9.555 espectadores Árbitro(s): Mario Lira |

| 3 de abril de 1977, | Unión Española            | 2:1' | Deportes Concepción | Estadio Nacional de Chile, Santiago                       |                                                           |
|                     | Ponce 18' · Acevedo 100 ' |      | Landeros 48'        | Asistencia: 31.967 espectadores Árbitro(s): Juan Carvajal | Asistencia: 31.967 espectadores Árbitro(s): Juan Carvajal |

Clasifica Unión Española tras ganar 4-3 en el Global

## Final
|       | POR   | Enrique Vidallé |     |
|       | DEF   | Manuel Herrera  |     |
|       | DEF   | Elías Figueroa  |     |
|       | DEF   | Edgardo Fuentes |     |
|       | DEF   | Mario Varas     |     |
|       | MED   | Jorge Zelada    | 65' |
|       | MED   | Rodolfo Dubó    |     |
|       | MED   | Sergio Messen   |     |
|       | DEL   | Alberto Hidalgo |     |
|       | DEL   | Oscar Fabbiani  |     |
|       | DEL   | Pedro Pinto     | 55' |
| D. T. | D. T. | Fernando Riera  |     |

|       | POR   | Mario Osbén        |      |
|       | DEF   | Juan Machuca       |      |
|       | DEF   | Héctor Ávila       |      |
|       | DEF   | Rafael González    |      |
|       | DEF   | Antonio Arias      |      |
|       | MED   | Miguel Ángel Neira |      |
|       | MED   | Enzo Escobar       |      |
|       | MED   | Patricio Ponce     | 105' |
|       | DEL   | Leonardo Véliz     |      |
|       | DEL   | Jorge Peredo       |      |
|       | DEL   | Nicolás Novello    |      |
| D. T. | D. T. | Luis Santibáñez    |      |

|  | DEL | Leonardo Zamora | 55' |
|  | MED | Manuel Rojas    | 65' |

|  | MED | Luis Miranda | 105' |

| 67' · 79' · 89' · 112' | Leonardo Zamora Sergio Messen Oscar Fabbiani Elías Figueroa | 1:1 2:2 3:3 4:3 |

| 45' · 78' · 80' | Patricio Ponce Jorge Peredo | 0:1 1:2 2:3 |

| 109' | Mario Varas |

| 118' | Luis Miranda |

| Principal  | Néstor Mondría      |
| Asistentes | Miguel Ángel Luengo |
|            | Benjamín Barros     |

|       | POR   | Enrique Vidallé |     |
|       | DEF   | Manuel Herrera  |     |
|       | DEF   | Elías Figueroa  |     |
|       | DEF   | Edgardo Fuentes |     |
|       | DEF   | Mario Varas     |     |
|       | MED   | Jorge Zelada    | 65' |
|       | MED   | Rodolfo Dubó    |     |
|       | MED   | Sergio Messen   |     |
|       | DEL   | Alberto Hidalgo |     |
|       | DEL   | Oscar Fabbiani  |     |
|       | DEL   | Pedro Pinto     | 55' |
| D. T. | D. T. | Fernando Riera  |     |

|       | POR   | Mario Osbén        |      |
|       | DEF   | Juan Machuca       |      |
|       | DEF   | Héctor Ávila       |      |
|       | DEF   | Rafael González    |      |
|       | DEF   | Antonio Arias      |      |
|       | MED   | Miguel Ángel Neira |      |
|       | MED   | Enzo Escobar       |      |
|       | MED   | Patricio Ponce     | 105' |
|       | DEL   | Leonardo Véliz     |      |
|       | DEL   | Jorge Peredo       |      |
|       | DEL   | Nicolás Novello    |      |
| D. T. | D. T. | Luis Santibáñez    |      |

|  | DEL | Leonardo Zamora | 55' |
|  | MED | Manuel Rojas    | 65' |

|  | MED | Luis Miranda | 105' |

| 67' · 79' · 89' · 112' | Leonardo Zamora Sergio Messen Oscar Fabbiani Elías Figueroa | 1:1 2:2 3:3 4:3 |

| 45' · 78' · 80' | Patricio Ponce Jorge Peredo | 0:1 1:2 2:3 |

| 109' | Mario Varas |

| 118' | Luis Miranda |

| Principal  | Néstor Mondría      |
| Asistentes | Miguel Ángel Luengo |
|            | Benjamín Barros     |

|       | POR   | Enrique Vidallé |     |
|       | DEF   | Manuel Herrera  |     |
|       | DEF   | Elías Figueroa  |     |
|       | DEF   | Edgardo Fuentes |     |
|       | DEF   | Mario Varas     |     |
|       | MED   | Jorge Zelada    | 65' |
|       | MED   | Rodolfo Dubó    |     |
|       | MED   | Sergio Messen   |     |
|       | DEL   | Alberto Hidalgo |     |
|       | DEL   | Oscar Fabbiani  |     |
|       | DEL   | Pedro Pinto     | 55' |
| D. T. | D. T. | Fernando Riera  |     |

|       | POR   | Mario Osbén        |      |
|       | DEF   | Juan Machuca       |      |
|       | DEF   | Héctor Ávila       |      |
|       | DEF   | Rafael González    |      |
|       | DEF   | Antonio Arias      |      |
|       | MED   | Miguel Ángel Neira |      |
|       | MED   | Enzo Escobar       |      |
|       | MED   | Patricio Ponce     | 105' |
|       | DEL   | Leonardo Véliz     |      |
|       | DEL   | Jorge Peredo       |      |
|       | DEL   | Nicolás Novello    |      |
| D. T. | D. T. | Luis Santibáñez    |      |

|  | DEL | Leonardo Zamora | 55' |
|  | MED | Manuel Rojas    | 65' |

|  | MED | Luis Miranda | 105' |

| 67' · 79' · 89' · 112' | Leonardo Zamora Sergio Messen Oscar Fabbiani Elías Figueroa | 1:1 2:2 3:3 4:3 |

| 45' · 78' · 80' | Patricio Ponce Jorge Peredo | 0:1 1:2 2:3 |

| 109' | Mario Varas |

| 118' | Luis Miranda |

| Principal  | Néstor Mondría      |
| Asistentes | Miguel Ángel Luengo |
|            | Benjamín Barros     |

|       | POR   | Enrique Vidallé |     |
|       | DEF   | Manuel Herrera  |     |
|       | DEF   | Elías Figueroa  |     |
|       | DEF   | Edgardo Fuentes |     |
|       | DEF   | Mario Varas     |     |
|       | MED   | Jorge Zelada    | 65' |
|       | MED   | Rodolfo Dubó    |     |
|       | MED   | Sergio Messen   |     |
|       | DEL   | Alberto Hidalgo |     |
|       | DEL   | Oscar Fabbiani  |     |
|       | DEL   | Pedro Pinto     | 55' |
| D. T. | D. T. | Fernando Riera  |     |

|       | POR   | Mario Osbén        |      |
|       | DEF   | Juan Machuca       |      |
|       | DEF   | Héctor Ávila       |      |
|       | DEF   | Rafael González    |      |
|       | DEF   | Antonio Arias      |      |
|       | MED   | Miguel Ángel Neira |      |
|       | MED   | Enzo Escobar       |      |
|       | MED   | Patricio Ponce     | 105' |
|       | DEL   | Leonardo Véliz     |      |
|       | DEL   | Jorge Peredo       |      |
|       | DEL   | Nicolás Novello    |      |
| D. T. | D. T. | Luis Santibáñez    |      |

|  | DEL | Leonardo Zamora | 55' |
|  | MED | Manuel Rojas    | 65' |

|  | MED | Luis Miranda | 105' |

| 67' · 79' · 89' · 112' | Leonardo Zamora Sergio Messen Oscar Fabbiani Elías Figueroa | 1:1 2:2 3:3 4:3 |

| 45' · 78' · 80' | Patricio Ponce Jorge Peredo | 0:1 1:2 2:3 |

| 109' | Mario Varas |

| 118' | Luis Miranda |

| Principal  | Néstor Mondría      |
| Asistentes | Miguel Ángel Luengo |
|            | Benjamín Barros     |

## Campeón
|                     |
| Palestino 2º título |